# 徐游
徐游（10世纪—970年代），本名徐景游，徐知诲子。五代十国时期南唐官员。

## 生平

### 南唐年间

#### 效力李昪
徐知诲的父亲是吴国权臣徐温。徐温死后，养子徐知诰继承其权力。徐知诰改名李昪建立南唐后，追尊徐温为义祖皇帝，对徐氏诸子的封拜与李氏相同，特别优待徐知诲的后人，徐知诲的儿子徐景辽、徐景游出入宫禁，预闻机务，专掌浮屠修造之事，当时说败坏朝政的以二人为首。徐景游曾被赐姓李，《宣和画谱图》有《李景游谈道图》。

#### 效力李璟
南唐中主李璟登基后，因徐知诲对李璟有恩，李璟待徐景辽、徐景游尤其亲厚。徐景辽受封汝南郡公，徐景游受封文安郡公。
徐景游虽家世崇贵，但颇尚文学，在家经常与文士来往。李璟在北苑创立清晖殿，以张洎、徐景游为学士入值。不久进徐景游太子太保。
后因南唐在后周攻南唐之战中兵败，李璟对后周称臣，为避后周信祖郭璟讳改名李景，徐景辽、徐景游则为避讳李景而改名徐辽、徐游。

#### 效力李煜
李景在豫章驾崩，时太子李煜的弟弟们随驾，李煜胞弟邓王李从善图谋继位，向徐游索要遗诏，徐游厉声拒绝，并在回都城金陵后报告李煜。李煜素来友爱兄弟，并未计较。李煜登基，史称后主。
李煜喜欢作文章，徐游因会写文章而很受宠信。每逢宴饮，就歌咏唱和，即使座上有后妃，也不回避。昭惠皇后好音律，当时演奏新声和原唐朝遗曲，徐游从旁称美，有狎客之风。乾德初年，李煜继立昭惠皇后的妹妹为国后，因南唐之前没有在位君主大婚的先例，徐铉、潘佑商议婚礼仪式而没有定论，开宝元年（968年）十一月，李煜命徐游评两家是非。当时潘佑正受宠被信用，徐游希旨奏称潘佑所议是对的，使其得以施行；其为人逢迎如此。一个多月后，徐游患疽，徐铉怀恨，对人戏言：“周孔（周公和孔子）也能为厉鬼作祟吗？”
李煜在清晖殿后建澄心堂，为朝廷内地。大约开宝六年（973年）十月，张洎、徐游与太子太傅徐辽另外在澄心堂秘密画策，以徐游从子徐元楀为员外郎，中旨多自澄心堂发出，徐元楀等出入宣行之，中书省、枢密院如同散地。北宋围攻南唐之际，分兵署字都出自澄心堂，称为“澄心堂宣旨”，都是徐游等主事。先前李璟好佛教，虽供佛度僧，并未沉迷；李煜酷爱佛教，在都城给万余僧人赐饭，造塔建寺，日不暇给，徐游投其所好专主其事，因此国库空虚凋敝，徐游不能说无责。
徐游性多巧思。当时欹器（一种计时器，类似沙漏）失传已久，徐游重新制作出来，合乎古法。太平兴国年间，北宋学士苏易简得到了它，在玉堂试用，宋太宗取来看，叹赏不已。

### 北宋年间
南唐灭亡后，开宝九年（976年）正月，徐游被任为太子率更令。
金陵将失守时，徐铉的弟弟内史舍人徐锴病了，夜间梦见巨人持大铁筛筛他及其兄徐铉及徐游，徐锴与徐游都坠地，只有徐铉不然。不久徐锴、徐游都病卒。

## 影视形象
- 电视剧《问君能有几多愁》中，高玉庆饰徐游。